# Protomiltogramma alajica
Protomiltogramma alajica är en tvåvingeart som först beskrevs av Boris Borisovitsch Rohdendorf 1927.  Protomiltogramma alajica ingår i släktet Protomiltogramma och familjen köttflugor.
Artens utbredningsområde är Uzbekistan. Inga underarter finns listade i Catalogue of Life.